# РТ (тип речных судов)
РТ, РП, БТТ — универсальное обозначение речных буксиров-толкачей и буксиров-плотоводов, построенных в СССР с 1950-х годов по нескольким различным проектам.
- РТ — аббревиатура, обозначающая Речной Толкач.
- РП — аббревиатура, обозначающая Речной Плотовод.
- БТТ — аббревиатура, обозначающая Буксирно-толкающий теплоход.

Полное обозначение судна — аббревиатура, состоящая из букв, обозначающих назначение судна (РТ, РП, БТТ) и трёх цифр, первая из которых обозначает мощность главных двигателей, а две последующие — номер судна, присвоенный в пароходстве.
Например:
- РТ-381 — мощность 300 л. с., номер судна 81;
- РТ-457 — мощность 450 л. с., номер судна 57;
- РТ-611 — мощность 600 л. с., номер судна 11;
- РТ-711 — мощность 740 л. с., номер судна 11;

Обозначение РТ присваивалось судам следующих проектов:
- 911 и его модификациям 911Б, 911В, 911Л (к судам этого проекта также применяется оброзначение БТТ)
- Р-14А
- 1741, 1741А

Обозначение РП присваивалось судам проекта Р-14 и Р-14А.

## История
До 1957 года в СССР массово строились речные буксиры-пароходы (последней серией стал проект 732). Однако, после принятия в 1956 году XX съездом КПСС решения о прекращении строительства паровозов вскоре последовало решение Совмина и о прекращении строительства пароходов. Буксирные теплоходы выпускались в СССР и ранее, однако это были либо уникальные суда, построенные в единственном экземпляре (например, «Анастас Микоян»), либо совсем уж малые и маломощные катера типа «Костромич» и подобные ему. В этих условиях требовалось создать проект нового судна, которое могло бы массово строиться как на судостроительных заводах, ранее выпускавших пароходы, так и различных ремонтно-эксплуатационных базах флота в межнавигационный период. В качестве первого решения предлагалось наладить выпуск колесных теплоходов в корпусах проекта 732, заменив паровые машины на дизельные двигатели с бортовыми редукторами. Было подготовлено два проекта: номер 1518 — с одним двигателем (как у парохода) и номер 1721 — с двумя. У такого решения были очевидные плюсы. На верфях была вся необходимая оснастка для производства пароходных корпусов. Состояние водных путей СССР в конце 1950-х годов оставляло желать лучшего и колесные буксиры имели значительные преимущества. Однако проект 732 к концу 1950-х годов уже устарел и не удовлетворял возросшим техническим и санитарно-гигиеническим требованиям (например, гальюн на пароходах пр. 732, традиционно для судов такого типа размещался на обносе и представлял собой по сути дыру в палубе). В этот же период в СССР начали осваивать прогрессивный метод вождения барж толканием, для которого проект 732 не особо годился. По этой причине было принято решение разработать новое судно с прогрессивным типом движителя — винт в поворотной кольцевой насадке. Такой движитель обеспечивает хорошую маневренность судна и защиту винта на мелководье. Проект такого буксира-толкача, получивший номер 911 был разработан ЦТКБ Минречфлота СССР и утвержден в ноябре 1959 года. Несмотря на то, что судно получилось конструктивно несложным, оно отвечало всем требованиям того времени. В 1961 году на Лимендском судостроительном заводе было построено головное судно, получившее обозначение РТ-301. Этот проект судов на долгие годы стал основным на реках СССР. Позже на его базе разработали конструктивно близкие проекты буксиров-плотоводов Р-14 и Р-33, которые, впоследствии также были переоборудованы в толкачи. Интересный факт: отклоненный в 1958 году в пользу будущего РТ, проект буксирного теплохода проекта 1721 на базе парохода проекта 732 все таки воплотили в жизнь и с 1973 года суда типа мелкосидящие колесные буксиры-теплоходы БТК строились для Иртыша и Лены.
К середине 1970-х годов буксиры-толкачи проекта 911 и его модификаций уже не удовлетворяли все возрастающим требованиям как по мощности, так и по бытовым условиям на борту. Поэтому в производство были запущены новые буксиры-толкачи проекта 1741, имевшие увеличенную мощность силовой установки.

## Описание
Все буксиры-толкачи РТ, РП, БТТ являются теплоходами. Они построены по двухвинтовой схеме, каждый винт приводится в действие своим главным двигателем. Машинное отделение находится примерно в середине судна, чуть ближе к корме. Надстройка находится также примерно в середине судна, чуть ближе к носу. Корпус в передней части может иметь носовые упоры для толкания барж и грузовых составов. Для быстрого сочленения с толкаемой баржей суда могут иметь в носовой части автоматическую сцепку и две швартовых лебедки. В кормовой части установлена буксирная лебедка с электроприводом и две швартовых лебедки. В качестве движителей используются гребные винты в насадках.

### Устройство

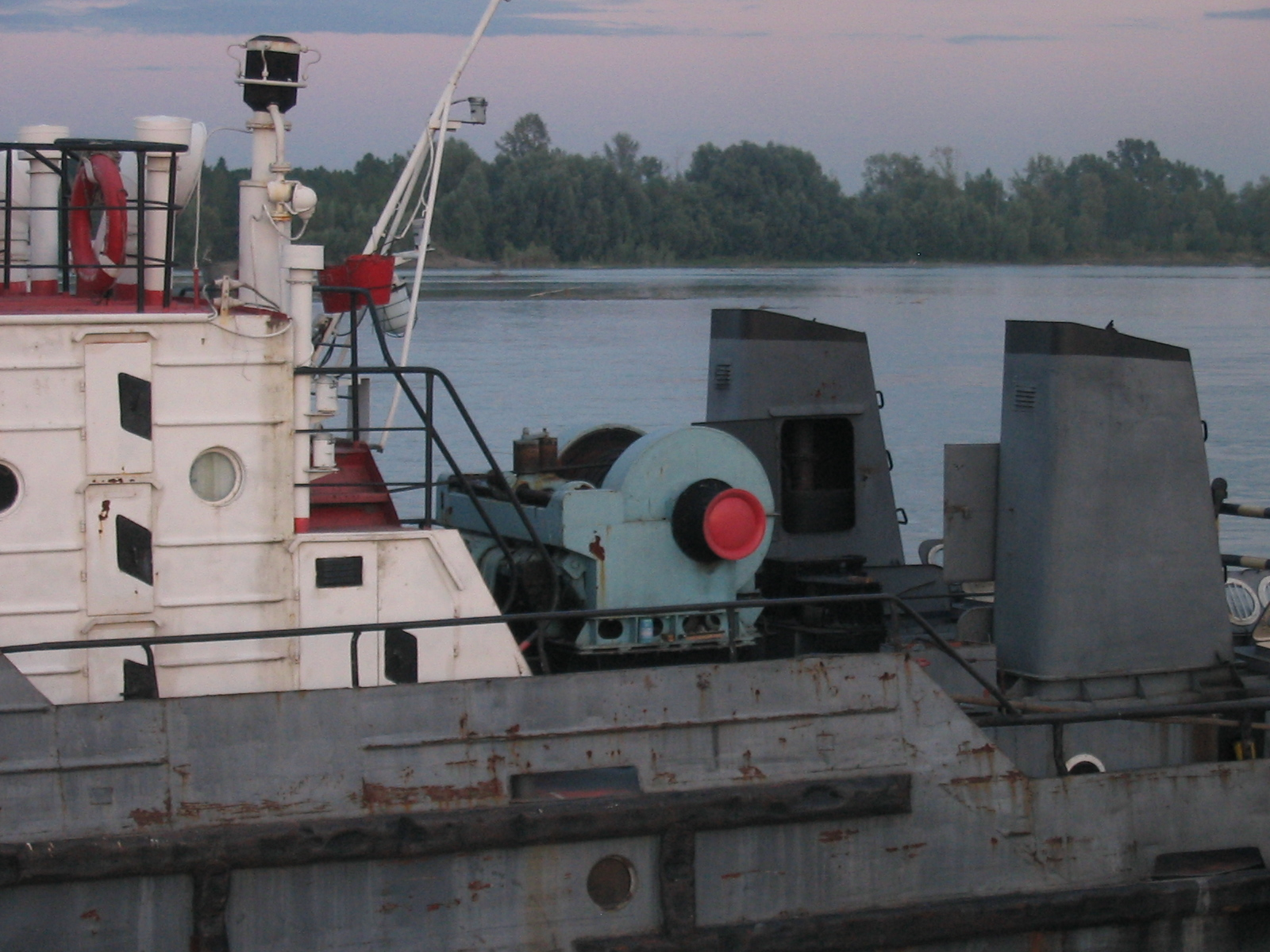
Буксирная лебедка
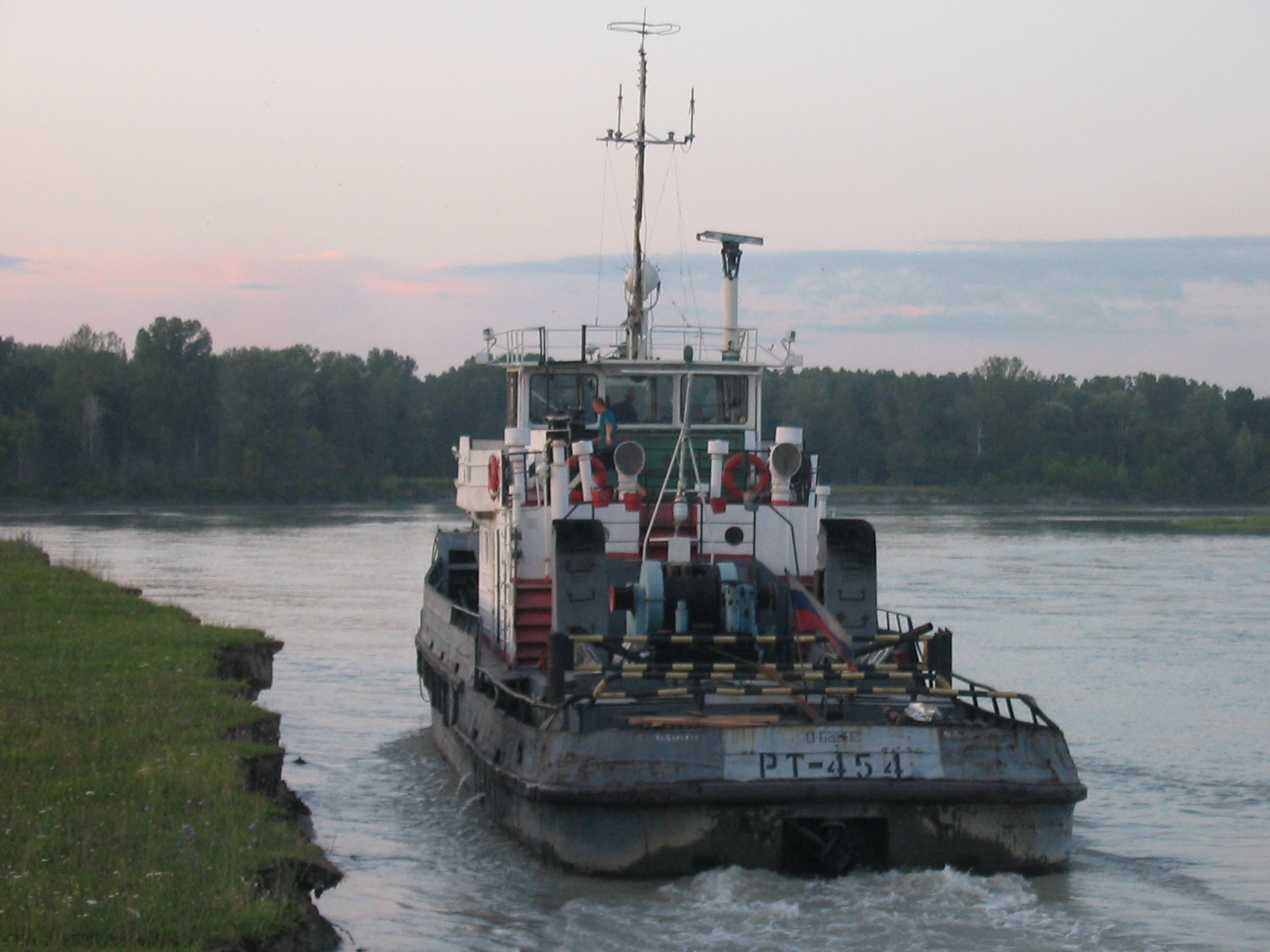
Кормовое якорное устройство
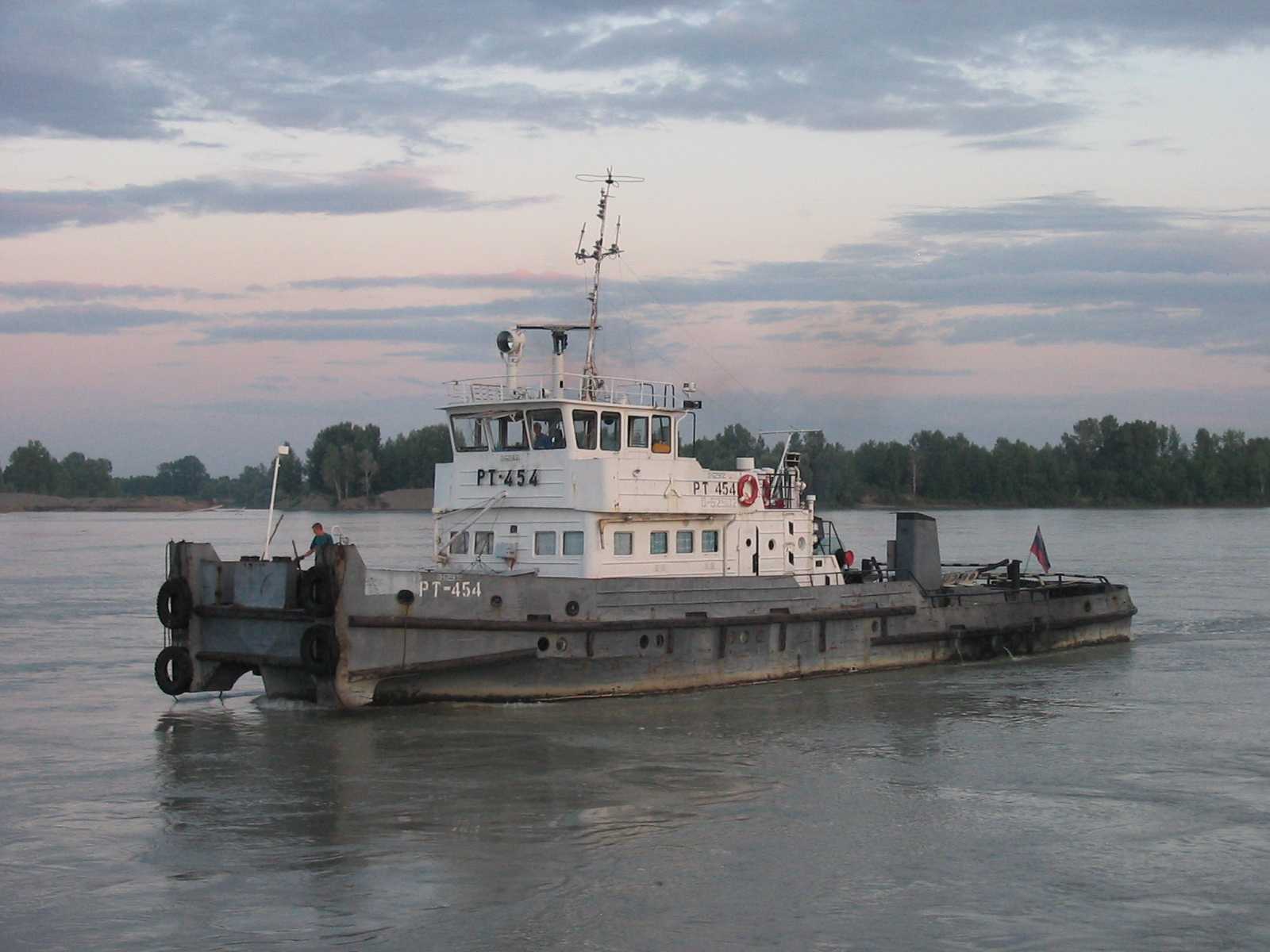
Носовые упоры (модификация без автосцепки)
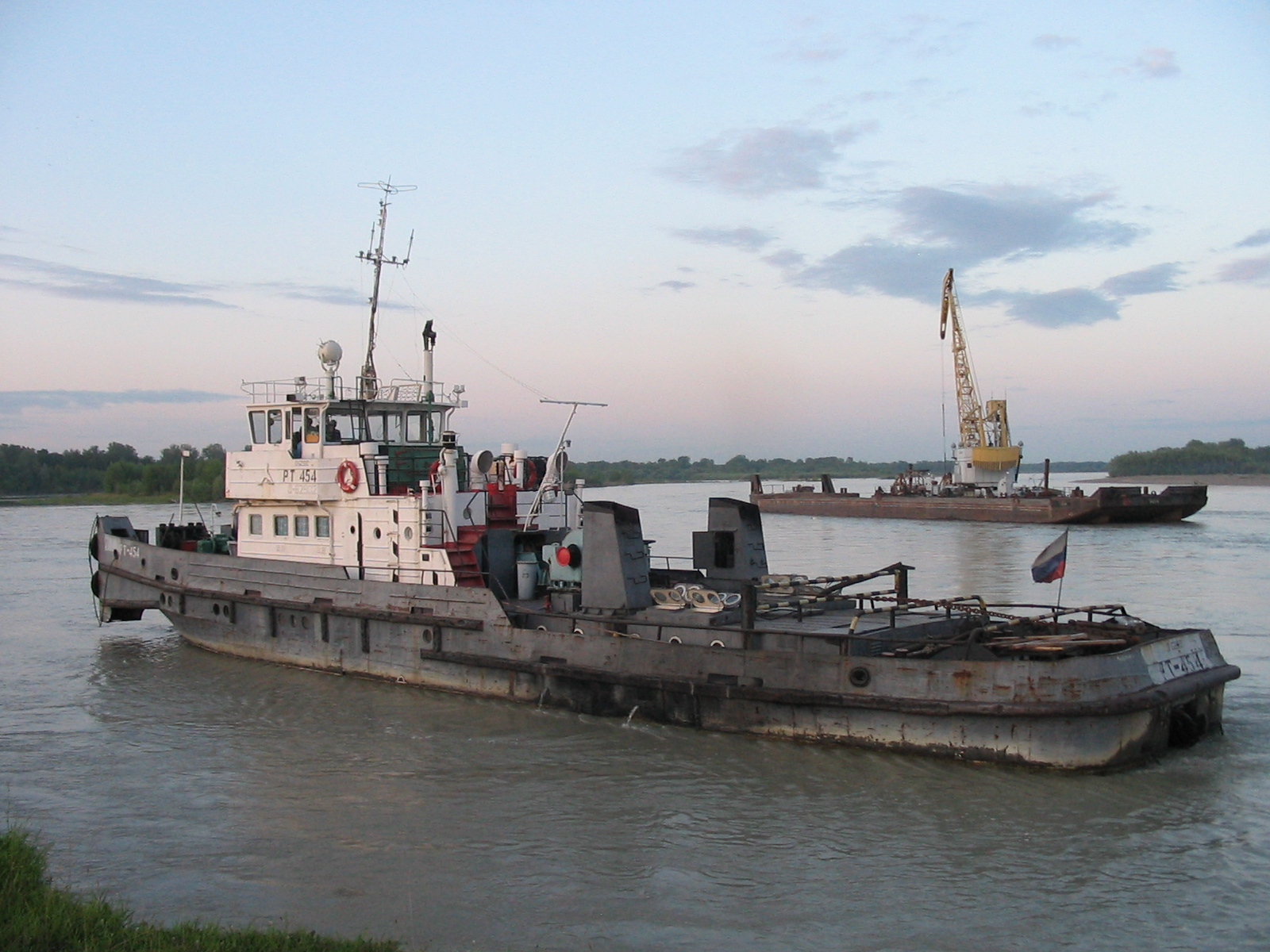
Вид на кормовую часть судна
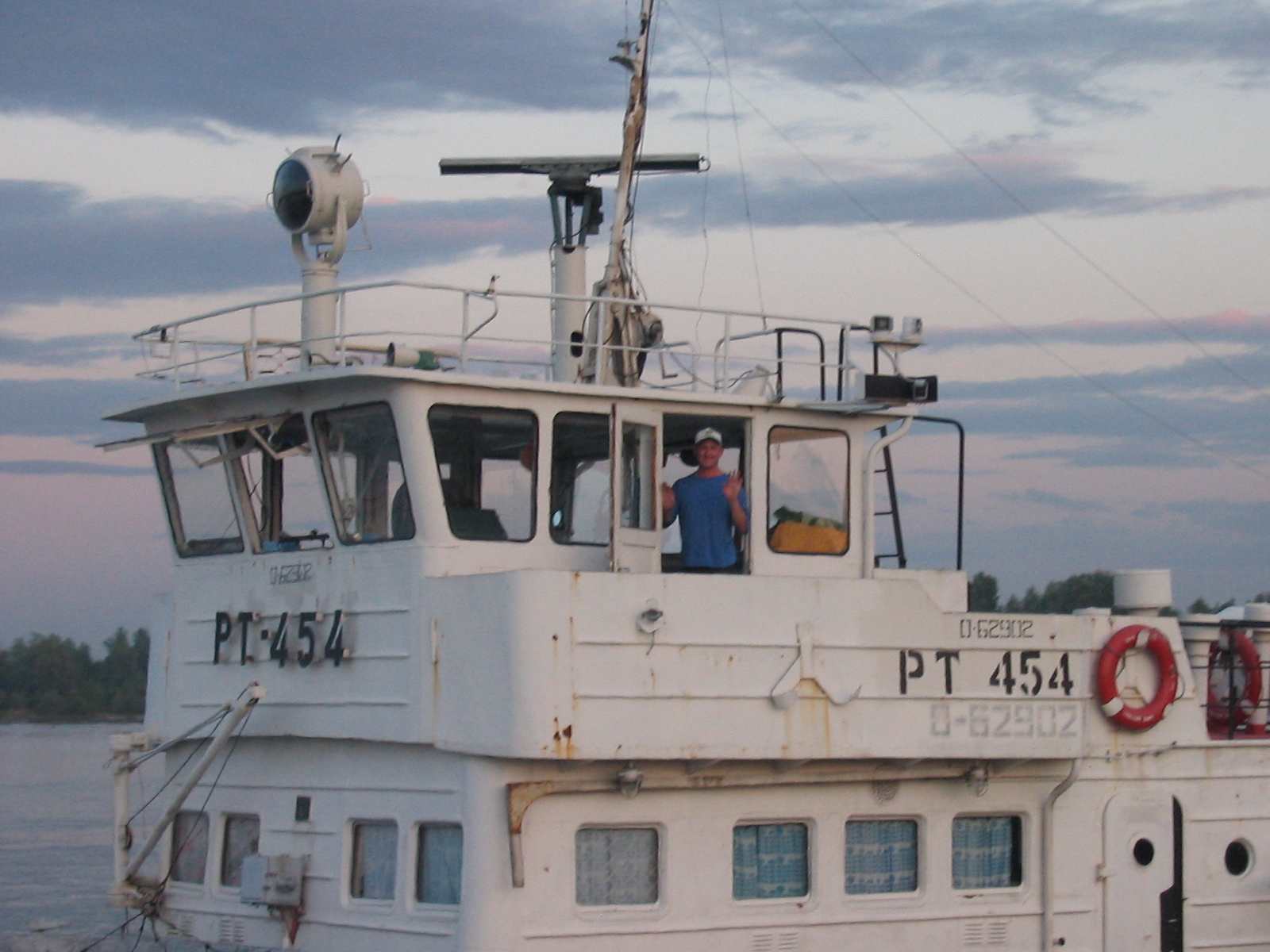
Ходовая рубка. На крыше установлен радар для движения в условиях ограниченной видимости.
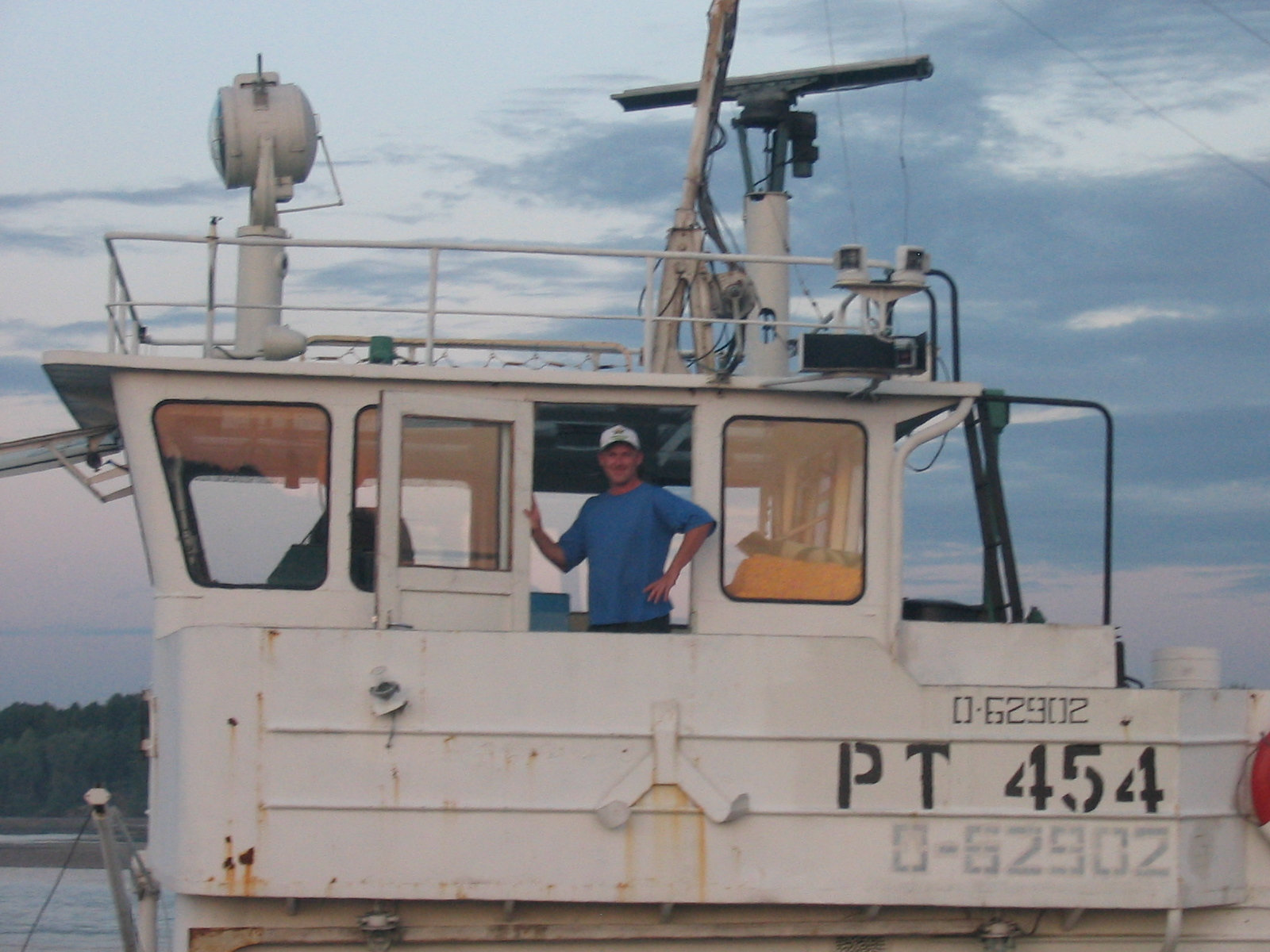
Вид на носовую часть судна (откройте изображение для просмотра примечаний)

## Суда проекта 911

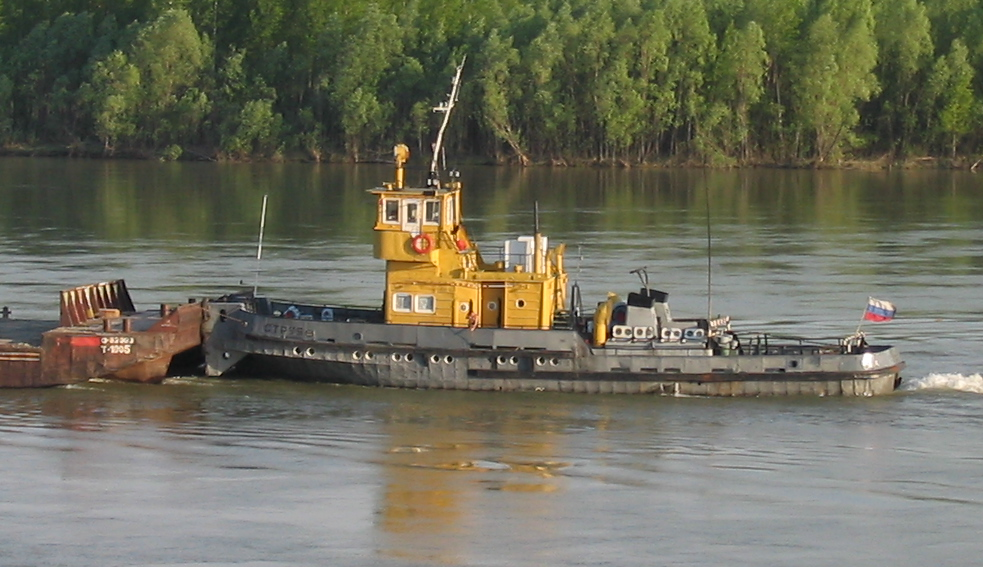
Буксир-толкач РТ проекта 911Б

Наибольшее количество судов, получивших обозначение РТ принадлежат именно к этому проекту, а точнее к проекту 911В. В рамках проекта было несколько модификаций, отличающихся формой надстройки, мощностью главных двигателей и типом системы управления.

## 911А и 911Б
Эти суда имели валиковую систему рулевого управления со штурвалом в рулевой рубке. Автоматизация управления судном проектом не предусматривалась. Суда первоначального проекта не имели навигационных приборов и могли эксплуатироваться только в условиях визуального наблюдения навигационных знаков и других судов. Часть судов в процессе переоборудования были частично автоматизированы и дополнены навигационным оборудованием, позволяющим осуществлять движение в тумане. Минимальный экипаж — 5 человек. Трап, ведущий в рулевую рубку — открытый.
Суда проекта 911А и ранние суда проекта 911Б имеют электросеть постоянного тока с напряжением 110В, питаемую от генератора, приводимого главным двигателем. Отдельного дизель-генератора у этих судов нет. Позже суда проекта 911Б получили сеть переменного тока 220/380В с отдельным дизель-генератором.
Суда строились на пяти заводах.

## 911В

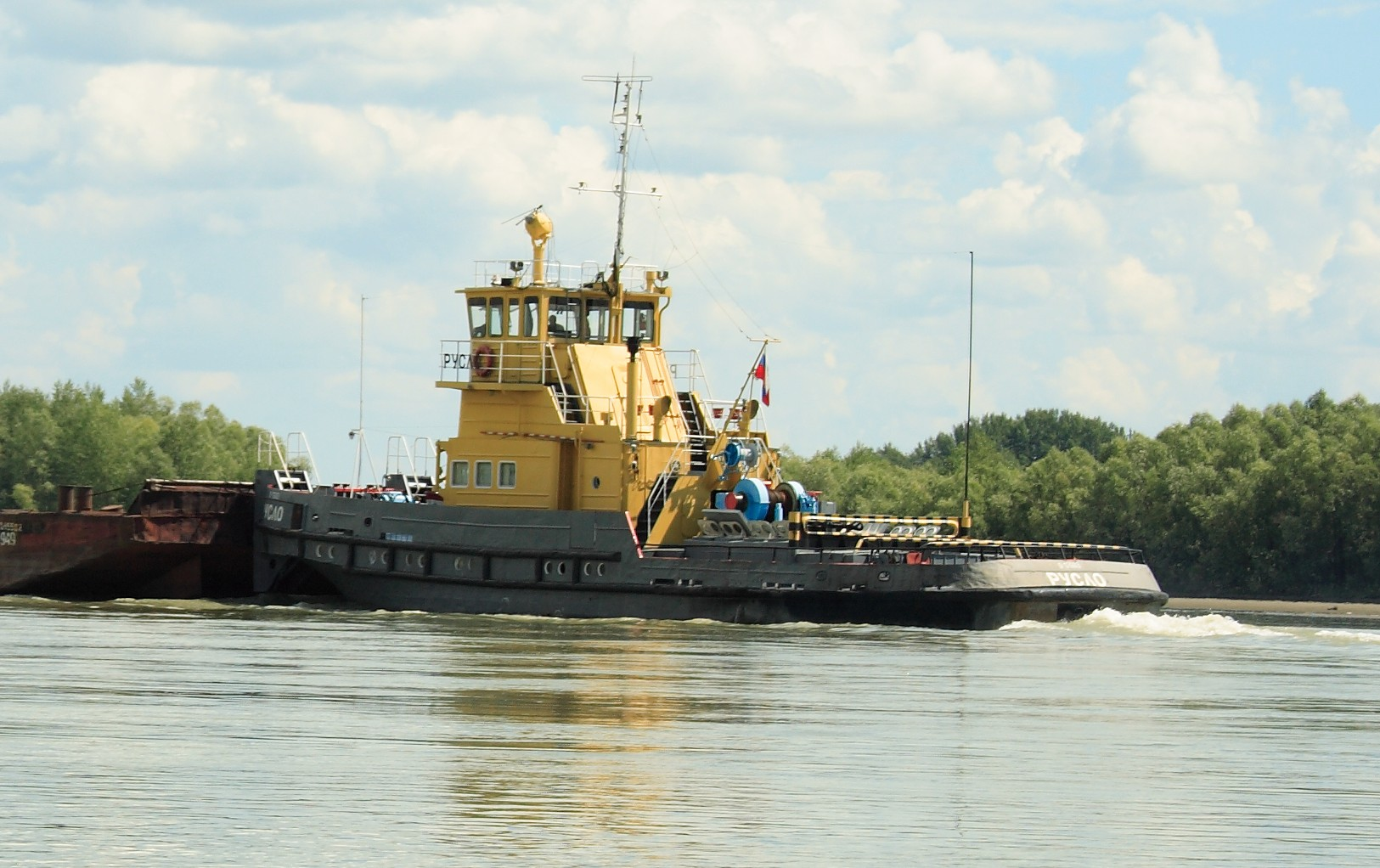
Буксир-толкач РТ проекта 911В

Развитие и глубокая модернизация проекта 911Б. Имеют измененную надстройку с увеличенной рулевой рубкой. Трап в рулевую рубку расположен внутри надстройки. Рулевая машина — гидравлическая, имеются навигационные приборы: компас, лаг, эхолот.
Суда имеют трехфазную бортовую сеть переменного тока. Напряжение 220/380В. Имеют дизель-генератор, который обеспечивает судно электроэнергией при неработающих главных двигателях.

## Суда проекта Р-14

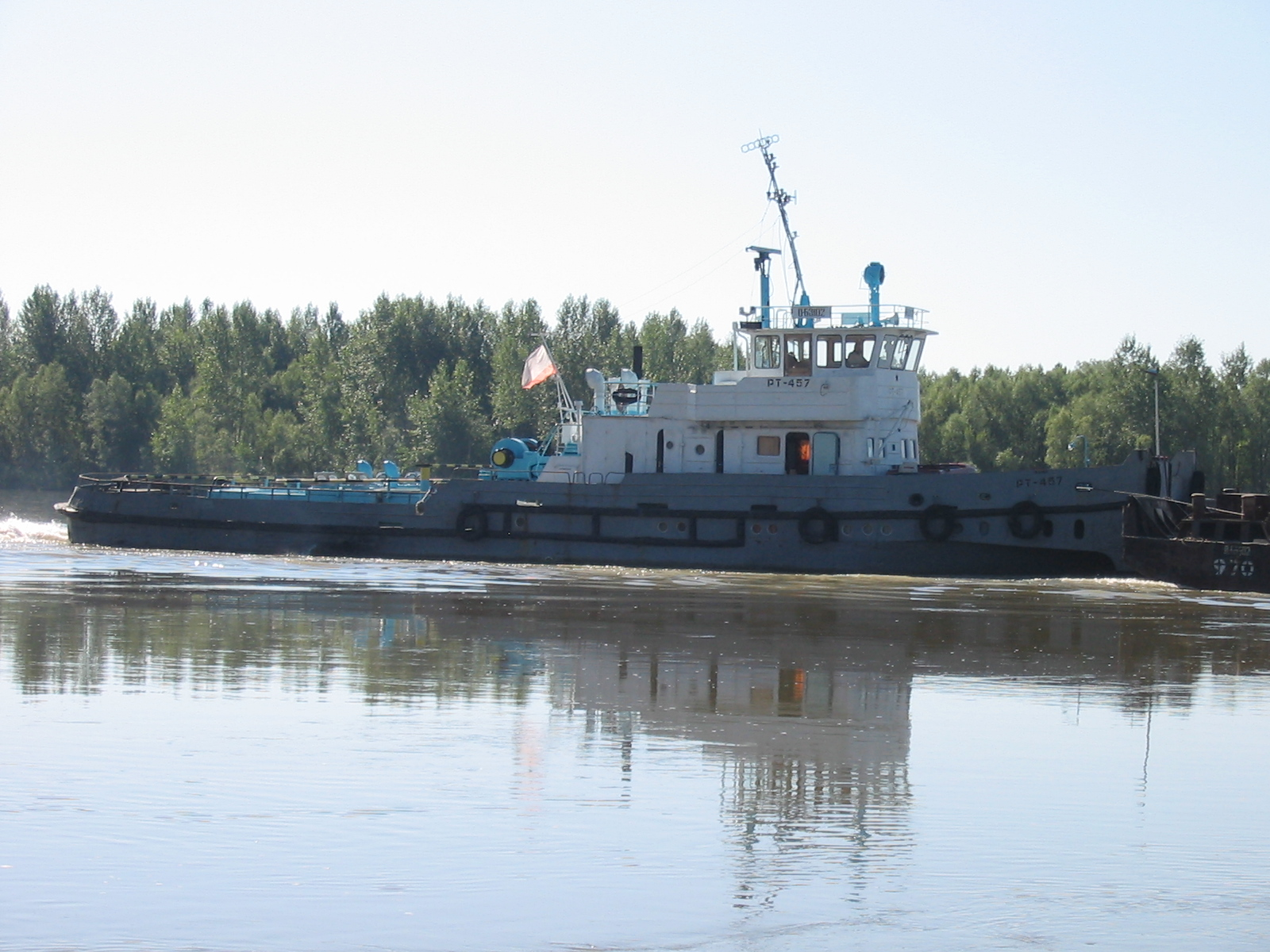
Буксир-толкач РТ проекта Р-14А

Суда предназанчены для северных и сибирских рек на основе проекта 911. Имеют уменьшенную высоту надстройки и меньшую осадку, а также ледовые подкрепления корпуса. Главные двигатели имеют увеличенную до 450 л.с. мощность. Суда изначального проекта Р-14 являются не толкачами, а буксирами, так как не имеют упоров для толкания. Суда проекта Р-14А преимущественно предназначались для буксировки плотов, поэтому имеют обозначение РП, для этого на них были установлены две буксирных лебёдки с гидравлическим приводом. На Лене строились в Алексеевской РЭБ по проекту Р-14АЛ с мощностью главных двигателей 600 л.с.

## Суда проекта 1741
Суда проекта 1741 разрабатывались для работы на р. Иртыш, Обь, Енисей, Лена в условиях сильного течения. Суда оборудованы автосцепным устройством типа УДР-50. Имеют мощность главных двигателей 600 л. с. В качестве движителя установлены винты в поворотных насадках с раздельным управлением. Это значительно повысило управляемость составов. Данные суда строились на судостроительном предприятии — Тюменский судостроительный завод (Россия, Тюмень). Класс речного регистра: Р.
Проект 1741А — модификация, имеющая главные двигатели увеличенной мощности, ледовое усиление корпуса и отличающаяся остеклением рубки. Имеют мощность главных двигателей 740 л. с. Управление судном автоматизировано. Данные суда строились на судостроительном предприятии — Тюменский судостроительный завод (Россия, Тюмень). Класс речного регистра: Р.
Проект: 1741 (Амурская серия). Тип: Буксир-толкач для работы на р. Амур. Имеют мощность главных двигателей 600 л. с. Данные суда строились на судостроительном предприятии Сретенский судостроительный завод (Россия, Читинская обл., пос. Кокуй). Класс речного регистра: Р.
Суда всех вышеупомянутых проектов изначально были оборудованы эхолотом, радаром, станциями дальней и ближней радиосвязи. Суда допущены для движения в тумане и по водохранилищам вне видимости береговых ориентиров. На некоторых судах в процессе эксплуатации была поднята мощность главных двигателей до 900 л. с. Бытовые условия для экипажа существенно улучшены по сравнению с судами проектов Р-14 и 911.

## Модернизация
Буксиры-толкачи проектов 911 и Р-14 по состоянию на конце 2010-х годов составляют основу флота многих предприятий речного транспорта. Однако эти суда уже существенно устарели и сильно изношены. Поэтому владельцы проводят их модернизацию и капитальный ремонт. Как правило, при модернизации заменяют устаревший дизельный двигатель типа «Хабаровец» на современные двигатели производства ЯМЗ, КамАЗ или иностранные (MAN, Volvo-Penta, различные китайские). Как правило, при этом мощность силовой установки существенно возрастает. Для проекта 911В различными проектными бюро судостроения разработаны варианты модернизации с увеличением мощности главных двигателей до 600 л.с., а для проекта Р-14 - до 840 л.с.